# Majid Majidi
Majid Majidi (in persiano مجید مجیدی‎; IPA: [mæˌdʒiːde mædʒiːˈdi]; Teheran, 17 aprile 1959) è un regista, sceneggiatore e produttore cinematografico iraniano.
Nel 1999, il suo film I ragazzi del paradiso è stato il primo film iraniano ad essere candidato all'Oscar al miglior film straniero.

## Filmografia
- Enfejār - cortometraggio documentario (1981)
- Hudaj - cortometraggio (1984)
- Ruz-e emtehān - cortometraggio (1988)
- Yek ruz-bā asirān - cortometraggio documentario (1989)
- Baduk (1992)
- Ākharin ābādi - cortometraggio (1993)
- Pedar (1996)
- Khodā mi-āyad - cortometraggio (1996)
- I ragazzi del paradiso (Bačče-hā-ye āsmān) (1997)
- Il colore del paradiso (Rang-e Khodā) (1999)
- Bārān (2001)
- Pā barajneh tā Herāt - documentario (2002)
- The Willow Tree (Bid-e majnun) (2005)
- The Song of Sparrows (Āvāz-e gonješk-hā) (2008)
- Muḥammad: Rasūl Allāh (2015)
- Beyond the Clouds (2017)
- Figli del sole (Khoršid) (2020)